# 李世昌 (1952年)
李世昌 （1952年5月25日—），男，臺灣物理學家，中央研究院院士、世界科學院院士。

## 生平
1970年臺灣大專聯考甲組榜首，國立臺灣大學物理系畢業後取得普林斯頓大學物理博士。

## 学术贡献
中央研究院物理研究所李世昌和中山科學研究院荊溪暠共同成功研製出國際太空站的科學實驗設備AMS-02中的電子系統，比現有航空設備快十倍以上。

## 專長
- 粒子物理
- 場論
- 非線性物理

## 外部連結
- 李世昌 中研院物理研究所